# Шинода Масахиро
Шинода Масахиро (јап. 篠田 正浩, Гифу, 9. март 1931 — 25. март 2025) био је јапански редитељ који се истакао својим експерименталним филмовима који су били део јапанског новог таласа у кинематографији током 1960-их година.

## Дело
Шинода Масахиро је био један од тројице редитеља новог таласа у студију Шочику, уз Ошима Нагису и Јошида Киџуа. Шинода је режирао свој први филм, Карта за љубав у једном правцу (Кои но катамичи киппу), 1960. То је прича о амбициозној јапанској поп звезди која своју титулу преузима из песме Нила Седаке. Међутим, његов други филм, Суво језеро (Каваита мизуми, 1960), пружа тематски амбициознији маркер за нову фазу у јапанској кинематографији, приказујући бунтовног студента који се одваја од својих колега чланова националног студентског тела Зенгакурен током демонстрација због обнављања Анпо споразума, гајећи снове о радикалнијим активностима. Такемицу Тору је писао музику, док је сценарио Терајама Шуџија означио прву од неколико сарадњи са редитељем, укључујући и Моје лице црвено у заласку сунца (Јухи ни акаи оре но као, 1961) и Сузе на лављој гриви (Намида о, схисхи но татегами ни, 1962), које су комбиновале елементе омладинског филма и јакуза жанра, и каснијег Бураикана (1970), заснован слободно на kабуки драми Каватаке Мокуамија (1816–1893) и портретисање бројних ликова током периода Тенпо устанака 1837. у препознатљивом, модернистичком стилу.
За разлику од многих савременика из Новог таласа, Шинода је остао у студијском систему све до свог 12. филма Самурај шпијун (Ибун Сарутоби Сасуке, 1965). Његов рад за Шочику укључује Бледи цвет (Каваита хана, 1964), јакуза филм снимљен у стилу америчког ноара; Атентат (Ансацу, 1964), бакумацу-моно заснован на убиству Ји Наосукеа (1815–1860), високог званичника одговорног за отварање јапанских лука за трговину са Америком; и адаптација романа Кавабате Јасунарија Лепота и туга (Уцукушиса то канашими то, 1965), савремена прича о романописцу који пролази кроз кризу средњих година који се још једном емоционално везује за бившу љубавницу и њену лезбејску партнерку.
Уместо да се суочи са устаљеном јапанском традицијом или веровањима са одређене политичке позиције, Шинодин аналитички приступ генерално их је деконструисао и изложио анализи, често путем познатих историјских догађаја и ликова. Његови филмови укључују Острво казне (Шокеи но шима, 1966), које је адаптирао Ишихара Шинтаро по роману Такеда Таиџуна о ратном притворском центру за малолетнике на удаљеном острву; Двоструко самоубиство (Шинџу-тен Амиџима, 1969), продукција Цеха уметничких позоришта (АТГ) заснована на често сниманој Бунраку драми о осуђеној љубави Чикамацу Монзаемона, која користи брехтовску направу луткара обучених у црно који се појављују иза људских глумаца да управљају њиховим судбинама; Тишина (Чинмоку, 1971), адаптација романа Ендоа Шусакуа о прогоњеним језуитским мисионарима у Јапану из 17. века; Химико (1974), такође у продукцији АТГ, заснован на митској шаманској краљици из трећег века; Демонско језеро (Јашагаике, 1979), натприродна прича прилагођена из приче Изуми Кјоке; МакАртурова деца (Сетоучи шонен јакиудан, 1984), драма о омладинској бејзбол репрезентацији смештена у време окупације; Гонза копљаник (Чикамацу Монзаемон: Јари но Гонза, 1986), заснован на Бунраку комаду Чикамацу Монзаемона о ратнику који влада вештином чајне церемоније; Плесачица (Маихиме, 1989), јапанско-немачка копродукција заснована на полуаутобиографском приказу романописца Мори Огаија о његовој љубави према младој немачкој балерини током његовог боравка у Берлину од 1884. до 1888. године; Совин замак (Фукуро но широ, 1999), попут Атентата, адаптације приче Шиба Рјотароа, овог пута о нинџама и смештене на крају 16. века, која је у великој мери користила компјутерски генерисане слике; и Шпијун Сорге (Супаи Зорге, 2003), о активностима совјетског шпијуна Рихарда Зоргеа у Јапану пре Другог светског рата.

## Филмови
- Бледи цвет (Каваита хана, 1964), један од Шинодиних најуспешнијих филмова, бави се сложеним и традиционалним односима јакуза. Иако главни јунак на крају гине због своје припадности организованом криминалу, филм приказује јакузе са толико разумевања и карактеризације да је редитељ био оптужен пред јапанском цензуром за анархизам, што је одложило емитовање филма за 9 месеци. Овај филм послужио је као образац каснијег жанра филмова о јакузама.[1]
- Атентат (Ансацу, 1963), историјска драма смештена у 1863, која се бави заверама у последњим данима Токугава шогуната. Шинода се не бави историјом, колико људима у њој. Догађаји су приказани из перспективе ликова који би у традиционалном филму били обележени као зликовци, а морална позадина свих јунака до краја остаје амбивалентна.[1]
- Са лепотом и тугом (Уцукучиса то канашими то, 1965), Облаци у сутон (Аканегумо, 1967) и Протерана Орин или Симфонија у сивом (Ханаре гозе орин, 1977) имају за протагонисте напаћене жене (које је већином играла редитељева супруга, Ивашита Шима), које судбина води крајњем уништењу.[1]
- Двоструко самоубиство (Шинџу тен но амиџима, 1969), засновано на истоименој луткарској драми (бунраку) коју је написао Чикамацу. Овај филм приказује класичан сукоб између љубави и дужности, у коме љубав лако пропада, а људи су само марионете у рукама судбине.[1]
- Скандалозне авантуре Бураикана (Бураикан, 1970), који се бави кабуки позориштем.[1]
- Химико (1974), историјска драма смештена у преисторијски Јапан, која приказује живот и смрт краљице Химико (180-248). Филм је заснован на доступним историјским изворима, а преисторијски Јапан приказан је оригинално и смело: јунаци се понашају у складу са варварским временом у коме живе, насиље је свеприсутно и неспутано, а еротске сцене приказане су са отвореношћу необичном за јапанску кинематографију.[2]
- Гонза копљаник (Јари но Гонза, 1986), бунраку драма, такође по Чикамацуовом делу.[1]
- Замак сова (Фукоро но широ, 1996), самурајски филм (чамбара).[1]